# Johannes Dingfelder
Johannes Dingfelder, Pseudonym Germanus Agricola (* 20. Februar 1867 in Lipprichhausen; † 25. November 1945 in [unsicher] München) war ein deutscher Arzt und völkischer Politiker. Er hielt die Hauptrede auf der Gründungsversammlung der NSDAP am 24. Februar 1920.

## Leben und Tätigkeit
Dingfelder studierte Medizin an der Universität Erlangen und promovierte 1890 mit der Dissertation Beitrag zur Lehre von der Sehsphäre. Danach ließ er sich zwischen 1893 und 1910 als Arzt in den fränkischen Orten Gnodstadt und Martinsheim nieder. Anschließend leitete er das Kurbad Burgbernheim. Als Mediziner tat er sich als Verfechter der Elektrohomöopathie hervor. 1899 gründete er eine antisemitisch ausgerichtete Partei in Unterfranken oder Mittelfranken. Henry Ashby Turner zufolge betätigte sich Dingfelder außerdem bereits vor dem Ersten Weltkrieg im antisemitischen Reichshammerbund. 1913 siedelte Dingfelder mit seiner Familie nach München über, wo er sich als praktischer Arzt niederließ.
Während des Ersten Weltkriegs beteiligte Dingfelder sich, veranlasst durch die Gefangennahme seines ältesten Sohns, des später als Homöopath bekannt gewordenen Hermann Dingfelder (1892–1958), an der Gründung der Kriegsgefangenenfürsorge. Nach der Gründung der bayerischen Sektion des Deutschen Kriegsgräberschutzbundes am 14. September 1919 übernahm er den Posten des 1. Landesvorsitzenden. Während des Krieges tat er sich außerdem als politischer Redner des sogenannten Heimatdienstes hervor, der die Bevölkerung durch große Propagandaaktionen in eine kriegsbefürwortenden Stimmung versetzen und so zum Durchhalten veranlassen sollte.
Dingfelder war Mitglied des Bayerischen Mittelstandsbundes, des Deutschvölkischen Schutz- und Trutzbundes und soll auch Mitglied der Thule-Gesellschaft gewesen sein. 1919 wurde er von Anton Drexler als Hauptredner für die erste Massenveranstaltung der von Drexler und Karl Harrer gegründeten Deutschen Arbeiterpartei (DAP) gewonnen. Auf dieser am 24. Februar 1920 im Hofbräuhaus abgehaltenen Versammlung, an der 2.000 Menschen teilnahmen, stellte Adolf Hitler im Anschluss an Dingfelders Rede zu dem Thema „Was uns not tut“ das Parteiprogramm der NSDAP vor, die bei dieser Gelegenheit neu gegründet wurde. In seinem Buch Mein Kampf erwähnt Hitler Dingfelder – angeblich aus Verärgerung, weil Dingfelder ihm nicht den Respekt entgegenbrachte, auf den dieser meinte Anspruch zu haben – in diesem Zusammenhang in anonymisierter Form mit den Worten „Nachdem der erste Redner geendet, ergriff ich das Wort“. In den 1920er Jahren unterhielt Dingfelder politische Beziehungen zu führenden Exponenten der NSDAP wie Dietrich Eckart und Hermann Esser sowie zu Gustav Ritter von Kahr und dem bayerischen Kronprinzen Rupprecht von Bayern. Seine „völkische Wirtschaftsmythik“ gilt als starker Einfluss auf die wirtschaftspolitischen Konzeptionen Gottfried Feders.
Der Partei selbst trat Dingfelder jedoch niemals bei. Allerdings war er ein von Hitler stets eigens begrüßter Ehrengast bei der alljährlichen Parteigründungsfeier im Hofbräuhaus.

## Schriften
- Beitrag zur Lehre von der Sehsphäre, Dissertation, 1895.
- Die Tuberkulose. Ihr Wesen, ihre Ursachen, Verhütung und Heilung. Vom Standpunkte der Geheimmedizin. Nach einem in London, Berlin und anderen Städten gehalten Vortrage, 1911.
- Ludwig Aub als Hellseher und Hellfühler. Eine wissenschaftliche Studie über das Wesen der Graphologie und Psychometrie. Gemeinverständlich dargestellt. Seybold, München 1914.
- Rotes Kreuz München, Kriegs-Gefangenen-Fürsorge. Was unsere Kriegsgefangenen schreiben, wie es ihnen geht und wie das Rote Kreuz für sie sorgt, 1915.
- Geldwahn und Rettung. Sammlung der in der Zeit vom 7. September 1919 bis 31. Januar 1920 im "Münchener Beobachter" erschienenen Aufsätze.  Deutsche Eiche, München 1920. (unter dem Pseudonym Germanus Agricola)
- Kleines Rezeptierbuch. Elektro-Komplex-Homöopathie d. Iso-Werk A. G. Regensburg, 1926. (zusammen mit Theodor Krauss)